# Olympische Winterspiele 2018/Teilnehmer (Eritrea)
| Gelbes Symbol für Goldmedaillen mit stilisierten Olympischen Ringen | Graues Symbol für Silbermedaillen mit stilisierten Olympischen Ringen | Braundes Symbol für Bronzemedaillen mit stilisierten Olympischen Ringen |
| ------------------------------------------------------------------- | --------------------------------------------------------------------- | ----------------------------------------------------------------------- |
| —                                                                   | —                                                                     | —                                                                       |

Eritrea nahm bei den Olympischen Winterspielen 2018 in Pyeongchang zum ersten Mal in seiner Geschichte an Olympischen Winterspielen teil. Bei den Spielen ging der Skirennläufer Shannon-Ogbani Abeda, der bei der Eröffnungsfeier auch als Fahnenträger fungierte, für das ostafrikanische Land an den Start. Er qualifizierte sich in den Disziplinen Slalom und Riesenslalom.

## Teilnehmer nach Sportarten

### Ski Alpin
| Athleten             | Wettbewerbe  | 1. Lauf     | 2. Lauf       | Gesamt        | Gesamt        |
| Athleten             | Wettbewerbe  | Zeit        | Zeit          | Zeit          | Rang          |
| -------------------- | ------------ | ----------- | ------------- | ------------- | ------------- |
| Männer               |              |             |               |               |               |
| Shannon-Ogbani Abeda | Riesenslalom | 1:19,86 min | 1:20,01 min   | 2:39,87 min   | 61            |
| Shannon-Ogbani Abeda | Slalom       | DNF         | ausgeschieden | ausgeschieden | ausgeschieden |